# Новые Ямаши
Но́вые Яма́ши (чув. Ҫӗнӗ Ямаш) — деревня в Цивильском районе Чувашской Республики. Входит в состав Поваркасинского сельского поселения.

## География
Находится в северной части Чувашии на расстоянии приблизительно 14 км на юг по прямой от районного центра города Цивильск на правобережье реки Малый Цивиль.

## История
Известна с 1897 года как околоток деревни Первое Степаново, где проживало 185 жителей. В 1926 году учтено 10 дворов, 52 жителя, 1939 год — 55 жителей, 1979 год — 68. В 2002 году было 19 дворов, 2010 год — 15 домохозяйств. В период коллективизации был образован колхоз «Коминтерн», в 2010 году действовало ООО КФХ «Простор».

## Население
Постоянное население составляло 39 человек (чуваши 97 %) в 2002 году, 28 в 2010.